# Sjenokos
Sjenokos je naseljeno mjesto u općini Vareš, Federacija Bosne i Hercegovine, BiH.

## Stanovništvo

### 1991.
Nacionalni sastav stanovništva 1991. godine, bio je sljedeći:
ukupno: 116
- Hrvati - 81
- Srbi - 8
- Muslimani - 3
- Jugoslaveni - 1
- ostali, neopredijeljeni i nepoznato - 13

### 2013.
Nacionalni sastav stanovništva 2013. godine, bio je sljedeći:
ukupno: 46
- Hrvati - 44
- Srbi - 2